# Michael Albert (Aktivist)

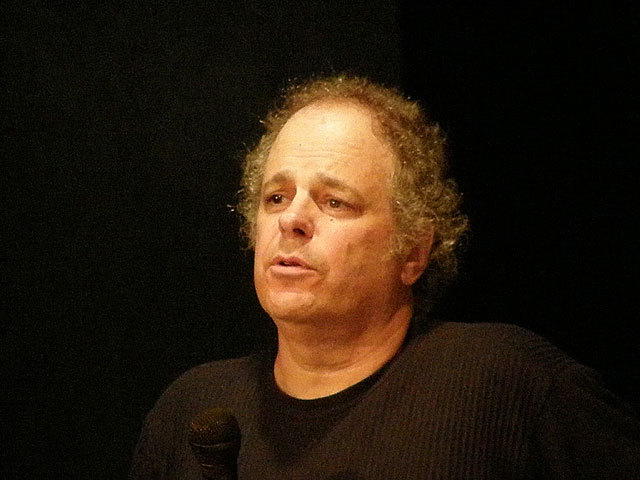
Michael Albert 2009

Michael Albert (* 8. April 1947) ist ein US-amerikanischer Autor und politischer Aktivist in der anarchistisch-sozialistischen Selbstverwaltungs-Bewegung.

## Leben und Werk
Michael Albert lebt in Boston. Zusammen mit Robin Hahnel entwickelte Michael Albert eine Vision für eine Wirtschaftsordnung, die er Participatory Economics (Parecon) nennt. Albert postuliert eine Gesellschaft, die weder nach marktwirtschaftlichen noch nach planwirtschaftlichen Prinzipien gesteuert wird und weder Wettbewerb noch Kontrolle kennt. Stattdessen basiert diese Gesellschaft auf partizipatorischer Planung und Teilung der Arbeit und der Arbeitserträge. Während es kein Eigentum an Produktionsmitteln gibt, bleibt Geld als Zahlungsmittel erhalten. Das grundlegende Prinzip von Parecon: Jeder Mensch soll Entscheidungen in dem Ausmaß mitbestimmen können, in dem er oder sie von diesen betroffen ist.
Michael Albert ist Herausgeber der Internetplattform ZNet sowie Mitherausgeber und Mitbegründer des politischen Webmagazins Z-Magazine (Z-Mag). Er ist Gründer des Verlags South End Press und Verfasser einer Vielzahl von Büchern und Artikeln. Weiter ist er Mitglied im vorläufigen Ausschuss der Internationalen Organisation für eine Partizipatorische Gesellschaft.

## Schriften
- Thought Dreams., Arbeiter Ring Press
- Thinking Forward., Arbeiter Ring Press
- Looking Forward. Participatory Economics in the 21st Century. (mit Robin Hahnel), South End Press, Boston 1991
- Political Economy of Participatory Economics. (mit Robin Hahnel) Princeton University Press, 1991
- Moving Forward. Program for a Participatory Economy. AK Press, 1997
- Parecon. Life After Capitalism. Verso Books, London 2004, ISBN 1-84467-505-X
- Parecon. Leben nach dem Kapitalismus. Trotzdem Verlag, Frankfurt/M. 2005, ISBN 3-931786-33-1
- Remembering Tomorrow: From SDS to Life After Capitalism – A Memoir. Seven Stories Press, 2007, ISBN 978-1-58322-742-8
- Vom Kapitalismus zu partizipatorischer Ökonomie. In: Federico Campagna, Emanuele Campiglio (Hrsg.): Wofür wir kämpfen. Manifest des Radikalen Kollektivs (= LAIKATheorie). Band 25. Laika-Verlag, Hamburg 2013, ISBN 978-3-942281-51-5 (Informationen beim Verlag [abgerufen am 30. September 2018]).
- Die machbare Utopie. Strategien für eine Gesellschaft der Zukunft. 1. Auflage. Unrast Verlag, Münster 2018, ISBN 978-3-89771-252-2 (Informationen beim Verlag [abgerufen am 30. September 2018] englisch: Practical Utopia. Strategies for a Desirable Society. Oakland 2017. Übersetzt von Michael Schiffmann).